# Эркманн, Эмиль
Эмиль Эркманн (фр. Émile Erckmann; 1822—1899) — французский писатель, известный прежде всего своими произведениями, написанными в сотрудничестве с Александром Шатрианом.

## Биография
Эмиль Эркманн родился 20 мая 1822 года в городе Фальсбуре.
Свой дебют в публицистике Эмиль Эркманн осуществил издав брошюру «Le recrutement militaire».
В 1847 году встретился с Александром Шатрианом, который в это время работал учителем. Сблизившись, они в следующем году выступили на литературное поприще, под общим псевдонимом Эркман-Шатриан (фр. Erckmann-Chatrian), с рядом рассказов, собранных впоследствии в «Histoires et contes fantastiques» (1849). Затем последовали драмы «Georges» и «L’Alsace en 1814», рассказ «Schinderhannes», роман «Les brigands des Vosges» — первая редакция впоследствии весьма известного «L’illustre docteur Mathéus» (1859). Успех этого произведения дал авторам возможность издать свои прежние работы в сборниках «Contes fantastiques» (1860), «Contes de la Montagne» (1861), «Maitre Daniel Rock» (1861), «Contes des bords du Rhin» (1862), «Les confidences d’un joueur de clarinette» (1860).
Тогда же они задумали передать историю Франции за последний век в ряде беллетристических произведений, где судьбы родины были бы отражены в личных судьбах не выдающихся деятелей истории, но незаметных людей, даже и с виду не кажущихся её создателями. Таким образом были написаны «Le fou Yégof» (1862); «Madame Thérèse ou les Volontaires de 1792» (1863); «Histoire d’un conscrit de 1813» (1864); «Waterloo» (1865; эти романы были собраны под заглавием «Romans nationaux»); «La guerre» (1866); «Le blocus» (1877); обширная «Histoire d’un paysan» (1868—70 гг., 4 т.); «Histoire du plébiscite, racontée par an des 7500000 oui» (1872); «Le brigadie Frédéric» (1874); «Une campagne en Algérie» (1874); «Souvenir d’un chef de chantier à l’Isthme de Suez» (1876); «Alsace» (1881); «Le banni» (1882). Произведения, написанные во время второй империи, были таким горячим протестом против её строя, против наполеоновской легенды и бонапартизма, с такой живостью воспроизводили эпоху героической борьбы французов за свои права, что правительство тщетно боролось с их громадным распространением и агитационным влиянием.
Одновременно с этим авторы, хорошо знакомые с бытом французской, особенно эльзасской, деревни, изображали её жизнь, нравы и передавали её предания в «Ami Fritz» (1864); «Histoire d’un homme du peuple» (1865); «La maison forestière» (1866); «Histoire d’un sous-maitre» (1869); «Maître Gaspard Fix» (1876); «Contes vosgiens» (1877); «Le grand-père Lebigre» (1880); «Les Vieux de la Vieille» (1881). Кроме этих беллетристических работ, они написали: «Lettre d’un électeur à son député» (1872); «Quelques mots sur l’esprit humain» (1S80); «L’art et les grands idéalistes» (1885 год).
Александр Шатриан скончался 3 сентября 1890 года в столице Франции. После смерти друга Эркманн написал ещё несколько рассказов, в частности: «Kaleb et Khora»; «La première campagne du grand-père JacQues». Он пережил своего соавтора на 9 лет и умер в Люневиле 14 марта 1899 года.